# تايلور فيني
تايلور فيني (بالإنجليزية: Taylor Phinney)‏ مواليد 27 يونيو 1990 في جلمود، كولورادو، الولايات المتحدة، هو دراج أمريكي في صنف سباق الدراجات على الطريق وعلى المضمار. شارك في دورة الألعاب الأولمبية الصيفية.

## سباقات أو مراحل فاز بها
- طواف إيطاليا

## الميداليات
| الميدالية | المسابقة                                    |
| --------- | ------------------------------------------- |
| فضية      | بطولة العالم لسباق الدراجات على الطريق 2012 |
| فضية      | بطولة العالم لسباق الدراجات على الطريق 2012 |

## وصلات خارجية
- الموقع الرسمي

## روابط خارجية
- تايلور فيني على موقع الاتحاد الدولي للدراجات (الإنجليزية)
- تايلور فيني على موقع أرشيف الدراجات (الإنجليزية)
- تايلور فيني على موقع إحصائيات الدراجات الإحترافية (الإنجليزية)
- تايلور فيني على موقع نسبة الدراجات (الإنجليزية)
- تايلور فيني على موقع CycleBase (الإنجليزية)
- تايلور فيني على موقع أوليمبيديا (الإنجليزية)